# Соризо
Сорѝзо (на италиански: Soriso; на пиемонтски: Soris, Сориз, на местен диалект: Suris, Сюриз) е село и община в Северна Италия, провинция Новара, регион Пиемонт. Разположено е на 452 m надморска височина. Населението на общината е 777 души (към 2010 г.).